# Symphonie en ut majeur de Bizet
Pour les articles homonymes, voir Symphonie en ut.
La Symphonie en ut majeur est une symphonie de jeunesse de Georges Bizet, composée en 1855 à l'âge de dix-sept ans. C'est la première de ses deux œuvres symphoniques.

## Historique
Composée par Bizet en 1855, alors qu'il n'a que dix-sept ans et vient tout juste d'obtenir au Conservatoire de Paris un premier prix de contrepoint et fugue et un premier prix d'orgue, la Symphonie en ut est notée sur le manuscrit autographe comme commencée le 29 octobre 1855 et finie en novembre 1855, mais elle n'est ni jouée ni publiée de son vivant.
La partition, influencée en particulier par la Première Symphonie en ré majeur de Charles Gounod, est redécouverte en 1933 par le musicologue Jean Chantavoine, dans un legs de Reynaldo Hahn au Conservatoire de Paris,.
L’œuvre est créée le 26 février 1935 à Bâle sous la direction de Felix Weingartner, et publiée à Vienne la même année, par Universal Edition,.
Elle a également fait l'objet d'un ballet intitulé Le Palais de Cristal, chorégraphié par George Balanchine, dont la première eut lieu le 28 juillet 1947 au Théâtre national de l'Opéra de Paris,.

## Structure
La Symphonie, d'une durée moyenne d'exécution de trente-deux minutes environ, est composée de quatre mouvements :
1. Allegro vivo (en do majeur)[5], mouvement « alerte et rêveur[7] » ;
2. Adagio (en la mineur)[5], avec « son solo orientalisant de hautbois[7] » ;
3. Allegro vivace (en sol majeur-do majeur-sol majeur)[5], scherzo à la « rusticité bonhomme[7] » ;
4. Allegro vivace (en do majeur)[5], finale à la « verve juvénile[7] ».

## Instrumentation
La partition est écrite pour orchestre symphonique, :
| Instrumentation de la Symphonie en ut de Bizet                       |
| Bois                                                                 |
| 2 flûtes, 2 hautbois, 2 clarinettes, 2 bassons                       |
| Cuivres                                                              |
| 4 cors, 2 trompettes                                                 |
| Percussions                                                          |
| timbales                                                             |
| Cordes                                                               |
| premiers violons, seconds violons, altos, violoncelles, contrebasses |

## Analyse
« Premier chef-d’œuvre » de Bizet et « exemple de fraîcheur, de grâce et de clarté » selon le musicologue Hervé Lacombe, c'est « le naturel de l'inspiration, l'énergie des rythmes et la vigueur des parfums qu'elle dégage [qui] font tout [le] prix » de la Symphonie en ut pour François-René Tranchefort.
De forme sonate, le premier mouvement expose deux thèmes caractérisés, l'un, vif et rythmique, l'autre « en valeurs longues et plus chantant ».
Le deuxième mouvement, de forme ternaire, présente « une lente cantilène au parcours sinueux et de ton élégiaque, que semble colorer un soupçon d'exotisme », mettant en valeur les hautbois de l'orchestre.
Le troisième mouvement est un scherzo « bondissant et joyeux ». Le trio, qui précède le Da capo, est de caractère rustique, et fait jouer les bois en musette.
Dans le finale, de forme sonate, la « conclusion, enlevée, amène une reprise du premier thème dans sa version littérale, et termine l’œuvre dans un climat d'euphorie qui n'est nullement éloigné de celui d'un Chabrier ».
Pour Jean Roy, « bien qu'on n'y rencontre aucune innovation, elle sonne, cette symphonie, comme s'il n'y en avait pas eu des centaines écrites avant ».

## Discographie
« Je ne suis pas fait pour la symphonie. J'ai besoin de la scène, sans elle je ne peux rien » : ces propos de Bizet rapportés par Saint Saëns expliquent la désaffection de Bizet à l’égard de cette œuvre de jeunesse.
Pour la postérité il en va autrement, puisque s'ensuit un grand nombre d'enregistrements réalisés à partir de 1947. De Munch à Célibidache, en passant par Ormandy, Stokowski, Ansermet, Leibowitz, Lehmann, Cluytens, Beecham, Martinon, Haitink, Barenboim, Bernstein, Ozawa, Bychkov, Järvi, Prêtre, Gardiner et bien d'autres, cette symphonie composée à l'âge de 17 ans est régulièrement gravée. Une des versions d'anthologie reste celle de Mitropoulos à la tête du New York Philharmonic Orchestra en 1954, avec malheureusement un son précaire (enregistrement Live, report CD Sony 2011).
Le magazine Classica, en juin 2021, lors d'une écoute en aveugle de huit versions récentes, classe en premier l'enregistrement de Jesús López Cobos à la tête du Cincinnati Symphony Orchestra (label Telarc, 1990 ; choc de Classica). En septembre 2021, le magazine Diapason classe en premier la version de Paavo Järvi parue chez Warner (2009) et en 2022 réédite en CD l’enregistrement de André Cluytens (1953) dans la collection  Les indispensables de Diapason.

### Ouvrages généraux
- François-René Tranchefort (dir.), Guide de la musique symphonique, Paris, Fayard, coll. « Les indispensables de la musique », 1996 (1re éd. 1986), 896 p. (ISBN 2-213-01638-0).

### Monographies
- Hervé Lacombe, Georges Bizet : naissance d'une identité créatrice, Paris, Fayard, 2000, 863 p. (ISBN 2-213-60794-X).
- Gilles Thieblot, Georges Bizet, Paris, Bleu nuit éditeur, coll. « Horizons » (no 30), 2012, 176 p. (ISBN 978-2-35884-019-4).

### Articles
- Jérémie Cahen, « L'écoute en aveugle : Symphonie en ut de Bizet », Classica, no 233,‎ juin 2021, p. 70-73.